# Zwergspinnen
Die Zwergspinnen (Erigoninae Emerton, 1882) sind Echte Webspinnen und gehören der Familie der Baldachinspinnen (Linyphiidae) an. Es sind je nach Autor um die 400 Gattungen mit mehr als 2.000 beschriebene Arten bekannt. Sie sind mit Ausnahme von Neuseeland weltweit verbreitet, mit Verbreitungsschwerpunkt in den gemäßigten (temperaten) Zonen der Alten Welt. Diese Spinnen sind unter anderem von zentraler Bedeutung in der Ökologie der Agrarsysteme. In der Tat zeigen neue Forschungen, dass in Mitteleuropa zwei der drei aktivsten Arten in der Erbeutung von Insekten folgende sind: Erigone atra (23,5 %) und Oedothorax apicatus (14,5 %)

## Beschreibung
Die Spinnen sind morphologisch relativ homogen und einheitlich grazil gebaut, mit der typischen Körpergestalt der Linyphiidae. Große und markante Unterschiede zeigen vor allem die männlichen und weiblichen Begattungsorgane (Pedipalpen und Epigynen), die für die Artdiagnose wesentlich sind. Bei vielen, aber nicht allen Gattungen weisen die Männchen manchmal lange und bizarr geformte Auswüchse im Kopfbereich auf, deren Funktion lange Zeit rätselhaft war; inzwischen wurden sie als Träger von Drüsen erkannt, die bei der Begattung eine Rolle spielen. Erigoninae sind überwiegend kleine Spinnen von 1 bis 3 Millimeter Körperlänge (deshalb auch „Zwergspinnen“ genannt), einige erreichen aber 6, ausnahmsweise sogar 10 Millimeter Länge.
Klassischerweise werden die europäischen Erigoninae von den anderen Linyphiidae daran unterschieden, dass bei ihnen eine große Borste am Ende (distal) der Tibien des vierten Beinpaares fehlt, die bei den anderen Linyphiidae vorhanden ist (eine, gegenüber zwei Macrosetae dorsal auf der Tibia). Als weiteres morphologisches Merkmal gilt die Ausbildung der Tracheen im Cephalothorax, bei der die mittleren Tracheenäste fein verzweigt sind (sog. „desmitracheates“ Tracheensystem). Neuere Analysen unter Einschluss südamerikanischer und anderer außereuropäischer Taxa haben gezeigt, dass diese Merkmale zwar auf die europäischen, aber nicht auf alle Erigoninae zutreffen.

## Verteilung
Über 300 Arten sind in Nordeuropa einheimisch, wo sie fast ein Viertel der gesamten Population der Spinnen darstellen. In Nordamerika sind ca. 650 Arten bekannt. Insgesamt kann man behaupten, dass die Erigoninae hauptsächlich in den borealen Regionen der Erde verbreitet sind und weniger in der Südhalbkugel.

## Taxonomie
Derzeit wird die Unterfamilie nach Tanasevitch in 401 Gattungen und nach Platnick in 390 Gattungen eingeteilt:
- Abacoproeces Simon, 1884
- Aberdaria Holm, 1962
- Acartauchenius Simon, 1884
- Acorigone Wunderlich, 2008
- Adelonetria Millidge, 1991
- Afribactrus Wunderlich, 1995
- Ainerigone Eskov, 1993
- Alaxchelicera Butler, 1932
- Alioranus Simon, 1926
- Allotiso Tanasevitch, 1990
- Anacornia Chamberlin & Ivie, 1933
- Annapolis Millidge, 1984
- Anodoration Millidge, 1991
- Anthrobia Tellkampf, 1844
- Aphileta Hull, 1920
- Apobrata Miller, 2004
- Aprifrontalia Oi, 1960
- Arachosinella Denis, 1958
- Araeoncus Simon, 1884
- Archaraeoncus Tanasevitch, 1987
- Arcterigone Eskov & Marusik, 1994
- Asemostera Simon, 1898
- Asiceratinops Eskov, 1992
- Asperthorax Oi, 1960
- Asthenargellus Caporiacco, 1949
- Asthenargoides Eskov, 1993
- Asthenargus Simon & Fage, 1922
- Atypena Simon, 1894
- Australophantes Tanasevitch, 2012
- Bactrogyna Millidge, 1991
- Baryphyma Simon, 1884
- Baryphymula Eskov, 1992
- Batueta Locket, 1982
- Bisetifer Tanasevitch, 1987
- Bishopiana Eskov, 1988
- Blestia Millidge, 1993
- Brachycerasphora Denis, 1962
- Bursellia Holm, 1962
- Callitrichia Fage, 1936
- Cameroneta Bosmans & Jocqué, 1983
- Canariellanum Wunderlich, 1987
- Caracladus Simon, 1884
- Carorita Duffey & Merrett, 1963
- Catacercus Millidge, 1985
- Catonetria Millidge & Ashmole, 1994
- Caucasopisthes Tanasevitch, 1990
- Cautinella Millidge, 1985
- Caviphantes Oi, 1960
- Ceraticelus Simon, 1884
- Ceratinella Emerton, 1882
- Ceratinops Banks, 1905
- Ceratinopsidis Bishop & Crosby, 1930
- Ceratinopsis Emerton, 1882
- Ceratocyba Holm, 1962
- Cheniseo Bishop & Crosby, 1935
- Chenisides Denis, 1962
- Cherserigone Denis, 1954
- Chthiononetes Millidge, 1993
- Cinetata Wunderlich, 1995
- Cnephalocotes Simon, 1884
- Collinsia O. Pickard-Cambridge, 1913
- Coloncus Chamberlin, 1948
- Comorella Jocqué, 1985
- Concavocephalus Eskov, 1989
- Connithorax Eskov, 1993
- Coreorgonal Bishop & Crosby, 1935
- Cresmatoneta Simon, 1929
- Crosbyarachne Charitonov, 1937
- Crosbylonia Eskov, 1988
- Ctenophysis Millidge, 1985
- Dactylopisthes Simon, 1884
- Dactylopisthoides Eskov, 1990
- Deelemania Jocqué & Bosmans, 1983
- Dendronetria Millidge & Russell-Smith, 1992
- Diastanillus Simon, 1926
- Dicornua Oi, 1960
- Dicymbium Menge, 1868
- Didectoprocnemis Denis, 1949
- Diechomma Millidge, 1991
- Diplocentria Hull, 1911
- Diplocephaloides Oi, 1960
- Diplocephalus Bertkau, 1883
- Disembolus Chamberlin & Ivie, 1933
- Dismodicus Simon, 1884
- Dolabritor Millidge, 1991
- Donacochara Simon, 1884
- Drepanotylus Holm, 1945
- Dresconella Denis, 1950
- Dumoga Millidge & Russell-Smith, 1992
- Eborilaira Eskov, 1989
- Emenista Simon, 1894
- Enguterothrix Denis, 1962
- Entelecara Simon, 1884
- Eordea Simon, 1899
- Epiceraticelus Crosby & Bishop, 1931
- Epiwubana Millidge, 1991
- Eridantes Crosby & Bishop, 1933
- Erigone Audouin, 1826
- Erigonella Dahl, 1901
- Erigonoploides Eskov, 1989
- Erigonoplus Simon, 1884
- Erigonops Scharff, 1990
- Erigophantes Wunderlich, 1995
- Eskovia Marusik & Saaristo, 1999
- Eskovina Koçak & Kemal, 2006
- Esophyllas Prentice & Redak, 2012
- Eulaira Chamberlin & Ivie, 1933
- Evansia O.Pickard-Cambridge, 1900
- Fissiscapus Millidge, 1991
- Floricomus Crosby & Bishop, 1925
- Florinda O. Pickard-Cambridge, 1896
- Frederickus Paquin et al., 2008
- Gibothorax Eskov, 1989
- Gigapassus Miller, 2007
- Glyphesis Simon, 1926
- Gnathonargus Bishop & Crosby, 1935
- Gnathonarium Karsch, 1881
- Gnathonaroides Bishop & Crosby, 1938
- Gonatium Menge, 1866
- Gonatoraphis Millidge, 1991
- Goneatara Bishop & Crosby, 1935
- Gongylidiellum Simon, 1884
- Gongylidioides Oi, 1960
- Gongylidium Menge, 1868
- Gorbothorax Tanasevitch, 1998
- Grammonota Emerton, 1882
- Gravipalpus Millidge, 1991
- Habreuresis Millidge, 1991
- Halorates Hull, 1911
- Haplomaro Miller, 1970
- Heterotrichoncus Wunderlich, 1970
- Hilaira Simon, 1884
- Holma Locket, 1968
- Holmelgonia Jocque & Scharff, 2007
- Holminaria Eskov, 1991
- Horcotes Crosby & Bishop, 1933
- Houshenzinus Tanasevitch, 2006
- Hubertella Platnick, 1989
- Hybauchenidium Holm, 1973
- Hybocoptus Simon, 1884
- Hylyphantes Simon, 1884
- Hypomma Dahl, 1886
- Hypselistes Simon, 1894
- Hypselocara Millidge, 1991
- Hypsocephalus Millidge, 1977
- Ibadana Locket & Russell-Smith, 1980
- Iberoneta Deeleman-Reinhold, 1985
- Icariella Brignoli, 1979
- Idionella Banks, 1893[8]
- Intecymbium Miller, 2007
- Islandiana Braendegaard, 1932
- Ivielum Eskov, 1988
- Jacksonella Millidge, 1951
- Janetschekia Schenkel, 1939
- Johorea Locket, 1982
- Karita Tanasevitch, 2007
- Kikimora Eskov, 1988
- Kolymocyba Eskov, 1989
- Kratochviliella Miller, 1938
- Labicymbium Millidge, 1991
- Laminacauda Millidge, 1985
- Lasiargus Kulczyński, 1894
- Leptorhoptrum Kulczynski, 1894
- Leptothrix Menge, 1869
- Lessertia Smith, 1908
- Lessertinella Denis, 1947
- Linga Lavery & Snazell, 2013
- Locketiella Millidge & Russell-Smith, 1992
- Locketina Koçak & Kemal, 2006
- Lophomma Menge, 1868
- Lucrinus O. Pickard-Cambridge, 1903
- Lygarina Simon, 1894
- Machadocara Miller, 1970
- Maculoncus Wunderlich, 1995
- Masikia Millidge, 1984
- Maso Simon, 1884
- Masoncus Chamberlin, 1948
- Masonetta Chamberlin & Ivie, 1939
- Mecopisthes Simon, 1926
- Mecynargoides Eskov, 1988
- Mecynargus Kulczynski, 1894
- Mecynidis Simon, 1894
- Mermessus O. Pickard-Cambridge, 1899
- Metapanamomops Millidge, 1977
- Metopobactrus Simon, 1884
- Micrargus Dahl, 1884
- Microctenonyx Dahl, 1886
- Microcyba Holm, 1962
- Microplanus Millidge, 1991
- Miftengris Eskov, 1993
- Millidgella Kammerer, 2006
- Millplophrys Platnick, 1998
- Minicia Thorell, 1875
- Minyriolus Simon, 1884
- Mioxena Simon, 1926
- Mitrager van Helsdingen, 1985
- Moebelia Dahl, 1886
- Moebelotinus Wunderlich, 1995
- Monocephalus Smith, 1906
- Monocerellus Tanasevitch, 1983
- Montilaira Chamberlin, 1921
- Moyosi Miller, 2007
- Murphydium Jocqué, 1996
- Mycula Schikora, 1994
- Myrmecomelix Millidge, 1993
- Mythoplastoides Crosby & Bishop, 1933
- Nasoona Locket, 1982
- Nasoonaria Wunderlich, 1995
- Nematogmus Simon, 1884
- Nenilinium Eskov, 1988
- Neocautinella Baert, 1990
- Neodietrichia Özdikmen, 2008
- Neoeburnella Kocak, 1986
- Neomaso Forster, 1970
- Neserigone Eskov, 1992
- Nipponotusukuru Saito & Ono, 2001
- Nispa Eskov, 1993
- Notiogyne Tanasevitch, 2007
- Notiomaso Banks, 1914
- Notioscopus Simon, 1884
- Nusoncus Wunderlich, 2008
- Obrimona Strand, 1934
- Oculocornia Oliger, 1985
- Oedothorax Bertkau, 1883
- Oia Wunderlich, 1973
- Okhotigone Eskov, 1993
- Onychembolus Millidge, 1985
- Oreocyba Holm, 1962
- Oreoneta Kulczynski, 1894
- Orfeo Miller, 2007
- Orientopus Eskov, 1992
- Origanates Crosby & Bishop, 1933
- Ostearius Hull, 1911
- Ouedia Bosmans & Abrous, 1992
- Pachydelphus Jocqué & Bosmans, 1983
- Paikiniana Eskov, 1992
- Panamomops Simon, 1884
- Paracornicularia Crosby & Bishop, 1931
- Paracymboides Tanasevitch, 2011
- Paraeboria Eskov, 1990
- Paraglyphesis Eskov, 1991
- Paragongylidiellum Wunderlich, 1973
- Paraletes Millidge, 1991
- Paranasoona Heimer, 1984
- Parapelecopsis Wunderlich, 1991
- Parasisis Eskov, 1984
- Paratapinocyba Saito, 1986
- Paratmeticus Marusik & Koponen, 2010
- Parhypomma Eskov, 1992
- Pelecopsidis Bishop & Crosby, 1935
- Pelecopsis Simon, 1864
- Peponocranium Simon, 1884
- Perlongipalpus Eskov & Marusik, 1991
- Perregrinus Tanasevitch, 1992
- Perro Tanasevitch, 1992
- Phanetta Keyserling, 1886
- Phlattothrata Crosby & Bishop, 1933
- Phyllarachne Millidge & Russell-Smith, 1992
- Piesocalus Simon, 1894
- Plaesianillus Simon, 1926
- Platyspira Song & Li, 2009
- Pocadicnemis Simon, 1884
- Praestigia Millidge, 1954
- Primerigonina Wunderlich, 1995
- Prinerigone Millidge, 1988
- Procerocymbium Eskov, 1989
- Proislandiana Tanasevitch, 1985
- Pronasoona Millidge, 1995
- Pseudocarorita Wunderlich, 1980
- Pseudocyba Tanasevitch, 1984
- Pseudohilaira Eskov, 1990
- Pseudomaro Denis, 1966
- Pseudomaso Locket & Russell-Smith, 1980
- Pseudomicrargus Eskov, 1992
- Pseudomicrocentria Miller, 1970
- Pseudoporrhomma Eskov, 1993
- Pseudotyphistes Brignoli, 1972
- Psilocymbium Millidge, 1991
- Rhabdogyna Millidge, 1985
- Ringina Tambs-Liche, 1954
- Russocampus Tanasevitch, 2004
- Saitonia Eskov, 1992
- Saloca Simon, 1926
- Satilatlas Keyserling, 1886
- Sauron Eskov, 1995
- Savignia Blackwall, 1883
- Savigniorrhipis Wunderlich, 1992
- Scandichrestus Wunderlich, 1995
- Schistogyna Millidge, 1991
- Sciastes Bishop & Crosby, 1938
- Scirites Bishop & Crosby, 1938
- Scironis Bishop & Crosby, 1938
- Scolecura Millidge, 1991
- Scolopembolus Bishop & Crosby, 1938
- Scotargus Simon, 1913
- Scotinotylus Simon, 1884
- Scutpelecopsis Marusik & Gnelitsa, 2009
- Scylaceus Bishop & Crosby, 1938
- Scyletria Bishop & Crosby, 1938
- Semljicola Strand, 1906
- Shaanxinus Tanasevitch, 2006
- Shanus Tanasevitch, 2006
- Sibirocyba Eskov & Marusik, 1994
- Silometopoides Eskov, 1990
- Silometopus Simon, 1926
- Simplicistilus Locket, 1968
- Sintula Simon, 1884
- Sisicottus Bishop & Crosby, 1938
- Sisicus Bishop & Crosby, 1938
- Sisis Bishop & Crosby, 1938
- Sisyrbe Bishop & Crosby, 1938
- Sitalcas Bishop & Crosby, 1938
- Smermisia Simon, 1894
- Smodix Bishop & Crosby, 1938
- Soucron Crosby & Bishop, 1936
- Souessa Crosby & Bishop, 1936
- Souessoula Crosby & Bishop, 1936
- Sougambus Crosby & Bishop, 1936
- Souidas Crosby & Bishop, 1936
- Soulgas Crosby & Bishop, 1936
- Spanioplanus Millidge, 1991
- Sphecozone O. Pickard-Cambridge, 1870
- Spirembolus Chamberlin, 1920
- Strandella Oi, 1960
- Strongyliceps Fage, 1936
- Styloctetor Simon, 1884
- Subbekasha Millidge, 1984
- Symmigma Crosby & Bishop, 1933
- Tachygyna Chamberlin & Ivie, 1939
- Taibainus Tanasevitch, 2006
- Taibaishanus Tanasevitch, 2006
- Tanasevitchia Marusik & Saaristo, 1999
- Tapinocyba Simon, 1884
  - Tapinocyba maureri
- Tapinocyboides Wiehle, 1960
- Tapinotorquis Dupérré & Paquin, 2007
- Tarsiphantes Strand, 1905
- Ternatus Sun, Li & Tu, 2012
- Tessamoro Eskov, 1993
- Thaiphantes Millidge, 1995
- Thaleria Tanasevitch, 1984
- Thapsagus Simon, 1894
- Thaumatoncus Simon, 1884
- Thyreobaeus Simon, 1889
- Thyreosthenius Simon, 1884
- Tibiaster Tanasevitch, 1987
- Tibioploides Eskov & Marusik, 1991
- Tibioplus Chamberlin & Ivie, 1947
- Tiso Simon, 1884
- Tmeticodes Ono, 2010
- Tmeticus Menge, 1868
- Tojinium Saito & Ono, 2001
- Toltecaria Miller, 2007
- Toschia Caporiacco, 1949
- Traematosisis Bishop & Crosby, 1938
- Trematocephalus Dahl, 1886
- Trichobactrus Wunderlich, 1995
- Trichoncoides Denis, 1950
- Trichoncus Simon, 1884
- Trichoncyboides Wunderlich, 2008
- Trichopterna Kulczynski, 1894
- Trichopternoides Wunderlich, 2008
- Triplogyna Millidge, 1991
- Troxochrota Kulczynski, 1894
- Troxochrus Simon, 1884
- Tubercithorax Eskov, 1988
- Tunagyna Chamberlin & Ivie, 1933
- Turbinellina Platnick, 1993
- Tusukuru Eskov, 1993
- Tutaibo Chamberlin, 1916
- Tybaertiella Jocqué, 1979
- Typhistes Simon, 1894
- Typhochrestinus Eskov, 1990
- Typhochrestoides Eskov, 1990
- Typhochrestus Simon, 1884
- Ummeliata Strand, 1942
- Ussurigone Eskov, 1993
- Uusitaloia Marusik, Koponen & Danilov, 2001
- Venia Seyfullina & Jocqué, 2009
- Vermontia Millidge, 1984
- Viktorium Eskov, 1988
- Wabasso Millidge, 1984
- Walckenaeria Blackwall, 1833
- Walckenaerianus Wunderlich, 1995
- Wiehlea Braun, 1959
- Wiehlenarius Eskov, 1990
- Wubana Chamberlin, 1919
- Yakutopus Eskov, 1990
- Zerogone Eskov & Marusik, 1994
- Zornella Jackson, 1932
- Zygottus Chamberlin, 1948

## Gattung verschoben, umbenannt, nicht mehr in Gebrauch
- Caleurema Millidge, 1991; die Arten dieser Gattung wurden der Gattung Asemostera zugeschrieben Simon, 1898, siehe Arbeit von Miller, 2007.[6]
- Chaetophyma Millidge, 1991; Die Arten dieser Gattung wurden der Gattung Nasoona Locket, 1982 zugeschrieben, siehe Arbeit von Millidge, 1995.[6]
- Clitolyna Simon, 1894; die einzige Art dieser Gattung wurde der Gattung Sphecozone O. Pickard-Cambridge, 1870, zugeschrieben. Neue Bezeichnung Sphecozone fastibilis (Keyserling, 1886). Siehe Arbeit von Millidge, 2007.[6] Der Arachnologe Tanasevitch betrachtet sie als eigene Gattung.[7]
- Delorrhipis Simon, 1884; die Arten dieser Gattung wurden der Gattung Savignia Blackwall, 1883 und Coreorgonal Bishop & Crosby, 1935, zugeschrieben. Siehe Arbeit von Wunderlich, 1995.
- Ivesia Petrunkevitch, 1925; diese Gattung wurde nach einer Arbeit von Kaston, als identisch mit Nesticus Thorell, 1869, der Familie der Nesticidae beschrieben.
- Microcentria Schenkel, 1925; diese Gattung wurde nach einer Arbeit von Wunderlich, 1970, als identisch mit Diplocentria Hull, 1911 beschrieben.[6]
- Minyrioloides Schenkel, 1930 identisch mit Baryphyma Simon, 1884. Siehe Arbeit von Millidge, 1977,[6] contra und ähnliche Arbeit von Tanasevitch, 1982.[7]
- Oinia Eskov, 1984; Diese Gattung wurde neu benannt da der Name schon vergeben war Oinia Hedqvist, 1978, Gattung der Hautflügler Hymenoptera Chalcidoidea.
- Pelecopterna Wunderlich, 1995; identisch mit Ouedia Bosmans & Abrous, 1992, nach einer Arbeit desselben Wunderlich, 1995.[6]
- Pseudogonatium Strand, 1901; diese Gattung wurde neu genannt in Zornella Jackson, 1932,.[6]
- Tuganobia Chamberlin, 1933; identisch mit Nesticus Thorell, 1869 der Familie Nesticidae, nach einer Arbeit von Gertsch vom 1984 contra Lehtinen und Saaristo.[9]

## Forschungsgeschichte
Seit der Bearbeitung des französischen Arachnologen Eugène Louis Simon in den 1920er Jahren wurde die Familie Linyphiidae in zwei Unterfamilien, die Erigoninae und die Linyphiinae, geteilt. Hermann Wiehle erhob die Erigoninae sogar zu einer eigenen Familie, von ihm Micryphantidae genannt. Spätere Bearbeitungen auf strikt kladistischer Basis erwiesen dann, dass zwar die Erigoninae monophyletisch sind, die ihnen gegenübergestellten Linyphiinae aber eine paraphyletische Stammgruppe darstellen. Die Monophylie der Erigoninae wurde in jüngeren Untersuchungen sowohl auf morphologischer wie auch auf molekularer Basis (durch Vergleich homologer DNA-Sequenzen) bestätigt.